# Ngân hàng Thương mại cổ phần Sài Gòn – Hà Nội
Ngân hàng TMCP Sài Gòn – Hà Nội, thường được biết đến với cái tên Ngân hàng SHB vốn là viết tắt cho tên giao dịch tiếng Anh: Saigon – Hanoi Commercial Joint Stock Bank, là ngân hàng thương mại lớn nhất Việt Nam với tổng tài sản 464.000 tỷ đồng.

## Lịch sử
- Ngân hàng TMCP Sài Gòn-Hà Nội (SHB), tiền thân là Ngân hàng TMCP Nông thôn Nhơn Ái được thành lập vào ngày 13 tháng 11 năm 1993 tại Cần Thơ.[2]
- Năm 2006, Ngân hàng TMCP Nông thôn Nhơn Ái được chuyển đổi mô hình lên Ngân hàng TMCP Đô thị, đổi tên thành Ngân hàng TMCP Sài Gòn-Hà Nội và chuyển trụ sở từ Cần Thơ ra Hà Nội.[2]
- Tháng 8/2012, Ngân hàng TMCP Phát triển Nhà Hà Nội (HABUBANK) chính thức sáp nhập vào SHB trở thành Ngân hàng TMCP Sài Gòn-Hà Nội.

## Ban lãnh đạo (hiện nay)
- Chủ tịch HĐQT: Đỗ Quang Hiển
- Phó Chủ tịch HĐQT: Võ Đức Tiến
- Tổng Giám đốc: Nguyễn Văn Lê
- Phó Tổng Giám đốc: Đỗ Quang Vinh

## Các tổ chức cổ đông, đối tác

### Các cổ đông chiến lược
- Tập đoàn T&T Group
- Tổng Công ty Cổ phần Chứng khoán Sài Gòn-Hà Nội
- Tổng Công ty Cổ phần Bảo hiểm Sài Gòn-Hà Nội

### Đối tác
- Tập đoàn Công nghiệp Cao su Việt Nam
- Hiệp hội Doanh nghiệp vừa và nhỏ Hà Nội
- Tổng Công ty Xây dựng số 1
- Công ty Cổ phần Đầu tư xây dựng Phú Mỹ
- Tổng Công ty Đầu tư Phát triển Hạ tầng Đô thị
- Tổng công ty Lắp máy Việt Nam
- Tổng Công ty Điện lực miền Bắc
- Công ty cổ phần Lọc hóa dầu Bình Sơn
- Tổng Công ty Xây dựng Thăng Long
- Tổng Công ty Xây dựng Công trình Giao thông 8
- Công ty cổ phần ô tô Trường Hải
- Tập đoàn Công nghiệp Than - Khoáng sản Việt Nam

## Giải thưởng
- Ngân hàng có Sáng kiến Quản lý Đại dịch COVID Tốt nhất 2021[3]
- Ngân hàng trách nhiệm xã hội – Ngân hàng xanh 2021[3]
- Ngân hàng có sáng kiến vì phụ nữ 2021[3]
- Top 500 doanh nghiệp lớn nhất Việt Nam
- Năm 2022, SHB được ABF vinh danh là “Ngân hàng Tài trợ thương mại tốt nhất” [4]

Cùng một số giải thưởng khác...

## Danh hiệu
- Huân chương Lao động hạng Nhì (năm 2018)[5]
- Huân chương Lao động hạng Nhất (năm 2020) cho Chủ tịch HĐQT Đỗ Quang Hiển[6]